# 19-а Вафен гренадирска дивизия от СС (2-ра латвийска)
19-а Вафен гренадирска дивизия от СС (2-ра латвийска) е пехотна дивизия от Вафен СС, участваща в боевете през Втората световна война.
Образувана е през [януари 1944 г., след сформирането на друго подобно съединение – 15-а Вафен гренадирска дивизия от СС (1-ва латвийска). Към края на войната е обкръжена в Курландския чувал и се предава на Червената армия.

## Латвийска бригада
От 1942 г. на щаба на 2-ра мотопехотна бригада на СС са подчинени различните съединения на европейските доброволци в състава на СС, влизащи в група армии „Север“. През същата година, към бригадата са причислени още два вече съществуващи латвийски полицейски батальона (19-и и 21-ви). През 1943 г. бригадата е подсилена с още един латвийски полицейски батальон (16-и) и преименувана на Латвийска доброволческа бригада. Заедно с 1000 допълнителни наборници, трите латвийски батальона сформират 1-ви пехотен полк. По-късно от други три батальона (18-и, 24-ти, 26-и) е сформиран 2-ри пехотен полк. Малко след това, „Латвийската доброволческа бригада“ е преименувана на Латвийска доброволческа бригада.
Бригада участвова в състава на 18-а армии в боевете южно от Ленинград, във Волховската битка, при сраженията край Ораниенбаум и в боевете при отстъплението към Псков и Остров.
Основните фронтови части на дивизията са:
- 42-ри гренадирски полк от СС
- 43-ти гренадирски полк от СС
- 44-ти гренадирски полк от СС
- 19-и батальон от СС

По-горе изброените части получават своите права за показана доблест за битките в Курландия.

## Командващи
- 5 септември 1943 – 15 март 1944 г. – бригадефюрер СС Хенрих Шулдт
- 15 март 1944 – 13 април 1944 г. – щандартенфюрер СС Фридрих-Вилхелм Бок
- 26 май 1944 – май 1945 г. – групенфюрер СС Бруно Щрекенбах